# Iwiny (powiat Bolesławiecki)
Iwiny (Duits: Mittlau) is een plaats in het Poolse district  Bolesławiecki, woiwodschap Neder-Silezië. De plaats maakt deel uit van de gemeente Warta Bolesławiecka en telt 160 inwoners.